# John C. Heenan
John Camel Heenan, född 2 maj 1834 i West Troy, New York, USA, död 28 oktober 1873 i Green River Station, Wyoming, var en amerikansk proffsboxare med smeknamnet "Benicia Boy".
Bland hans matcher märks de mot John Morrissey 1858, Tom Sayers 1860 och Tom King 1863.
Han var 1859-1862 gift med skådespelerskan Adah Isaacs Menken, med vilken han hade ett barn.